# RBA TV Marabá
RBA TV Marabá é uma emissora de televisão brasileira sediada em Marabá, cidade do estado do Pará. Opera no canal 8 (35 UHF digital) e é afiliada à Rede Bandeirantes.

## História
Em 2004 Jader Barbalho ganhou a concessão de uma emissora que pretende expandir a área de atuação da RBA TV para todo o sul e sudeste paraense. No dia 13 de setembro, nasceu a TV Sudoeste em Marabá e no ano de 2011 passa a se chamar RBA TV Marabá.
Às 23h59min do dia 5 de dezembro de 2018, a emissora desligou o seu sinal analógico e iniciou sinal digital na madrugada do dia 6 de dezembro, mais de um mês antes do prazo do desligamento.